# أولريش هوبنر
أولريش هوبنر (بالألمانية: Ulrich Hübner) (و. 1952 – م) هو عالم آثار، وعالم عقيدة، وأستاذ جامعي، من ألمانيا، ولد في نوينكيرشن.

## مناصب وهيئات
أدار جامعة كيل.